# 特里斯廷河
特里斯廷河（德語：Triesting）是奥地利下奥地利州的河流，是施韦夏特河的右支流，长60千米。